# Copacabana

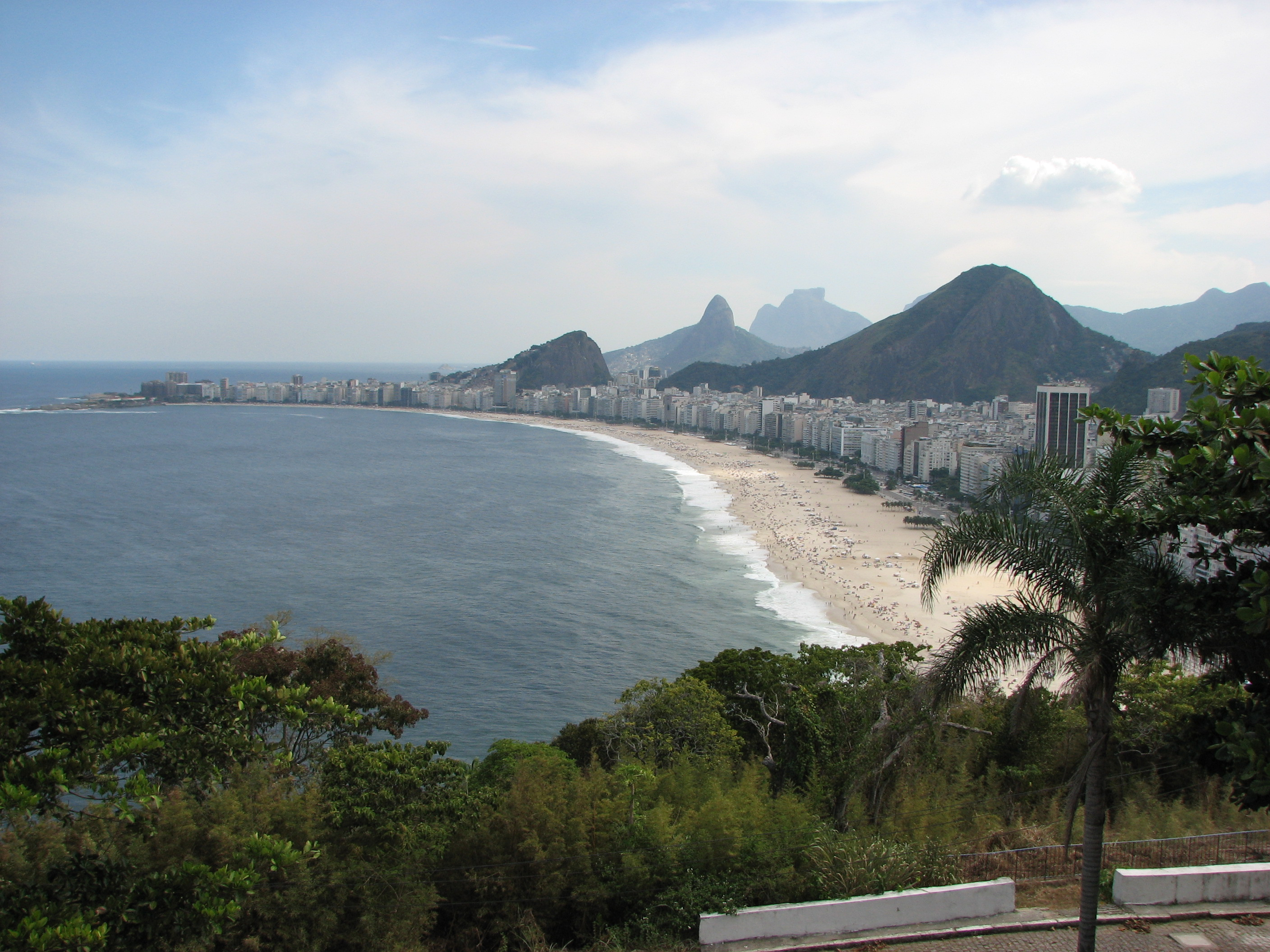
Vy över stranden i Copacabana.

För andra betydelser, se Copacabana (olika betydelser).
Copacabana ( UTTAL) är en stadsdel i Rio de Janeiro i Brasilien, som är berömd för sin fyra kilometer långa strand. Distriktet hette i början "Sacopenapã", men bytte namn i mitten av 1700-talet. Namnbytet kom då ett kapell byggdes, inspirerat av ett liknande i Copacabana, Bolivia. Enligt legenden förliste ett skepp vid stranden och skeppets Skyddshelgonsstaty - Nossa Senhora da Copacabana - flöt iland och där man fann den byggdes ovan nämnda kapell. Området införlivades med staden den 6 juli 1892. På den södra delen av stranden står Copacabanafortet, som uppfördes mellan 1908 och 1914.
En uppmärksammad händelse på Copacabanastranden var när Rod Stewart spelade inför 3,2 miljoner åskådare på nyårsafton den 31 december 1994, vilket gör det till världens största folksamling på en konsert någonsin. Dock fick han bara tillgodoräkna sig 1,2 miljoner som åskådare för konserten. Det brukar vanligtvis komma mellan 1,5 och 2,5 miljoner för att fira nyår på Copacabana..
Rio de Janeiros tunnelbana har tre stationer i Copacabana: Cardeal Arcoverde, Siqueira Campos samt Cantagalo.

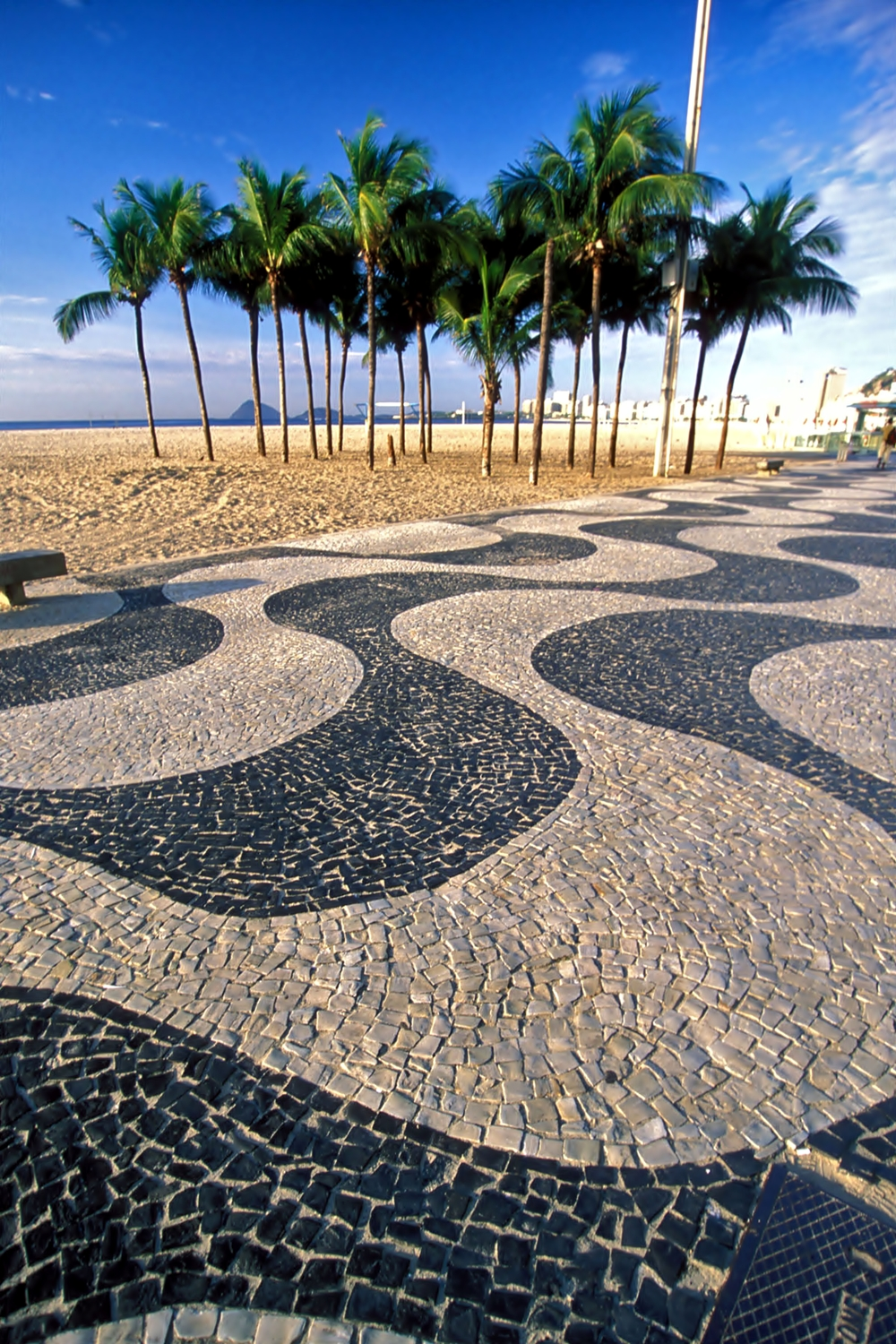
Strandpromenaden med sitt vågmönster
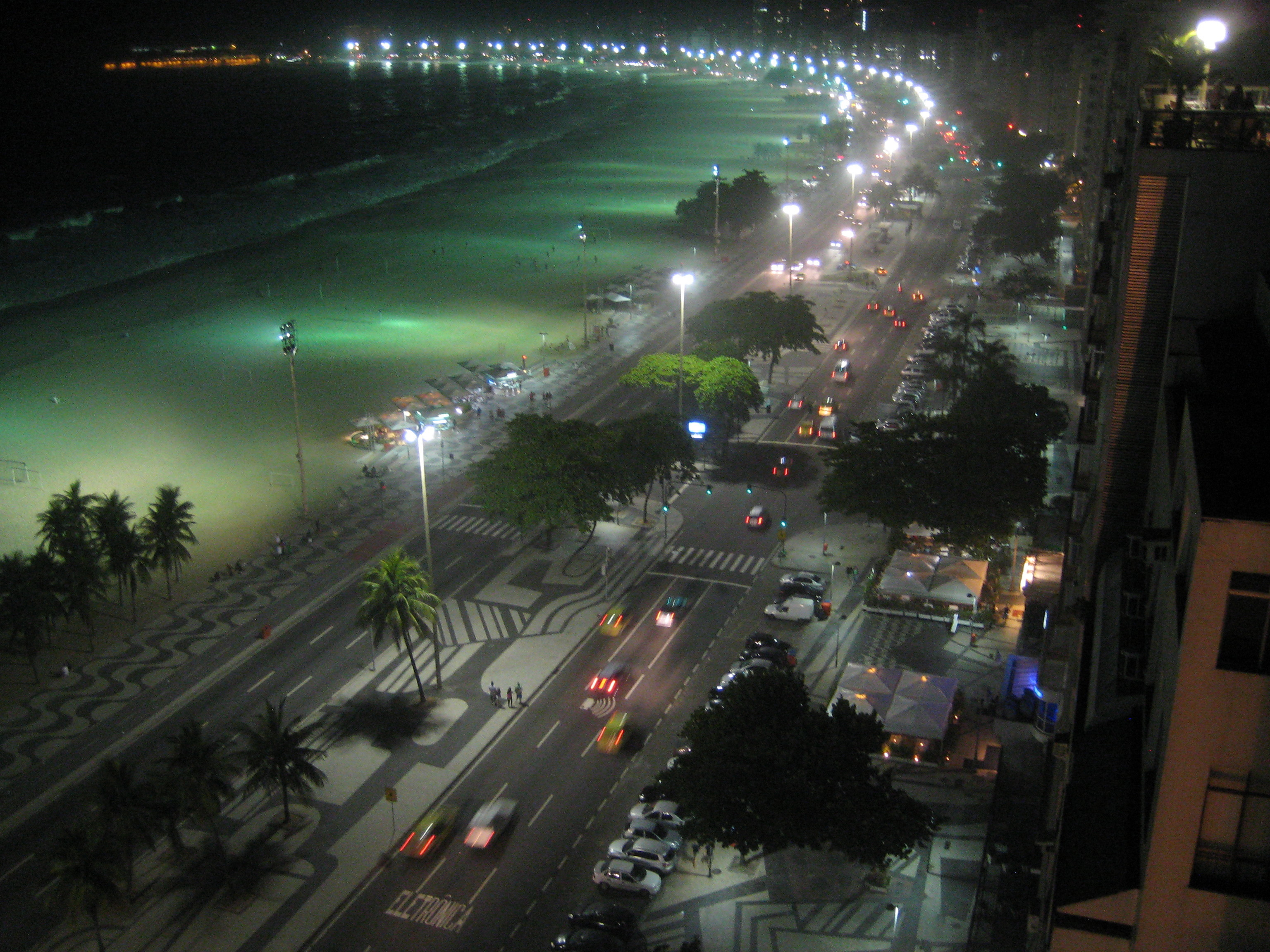
Copacabana på natten
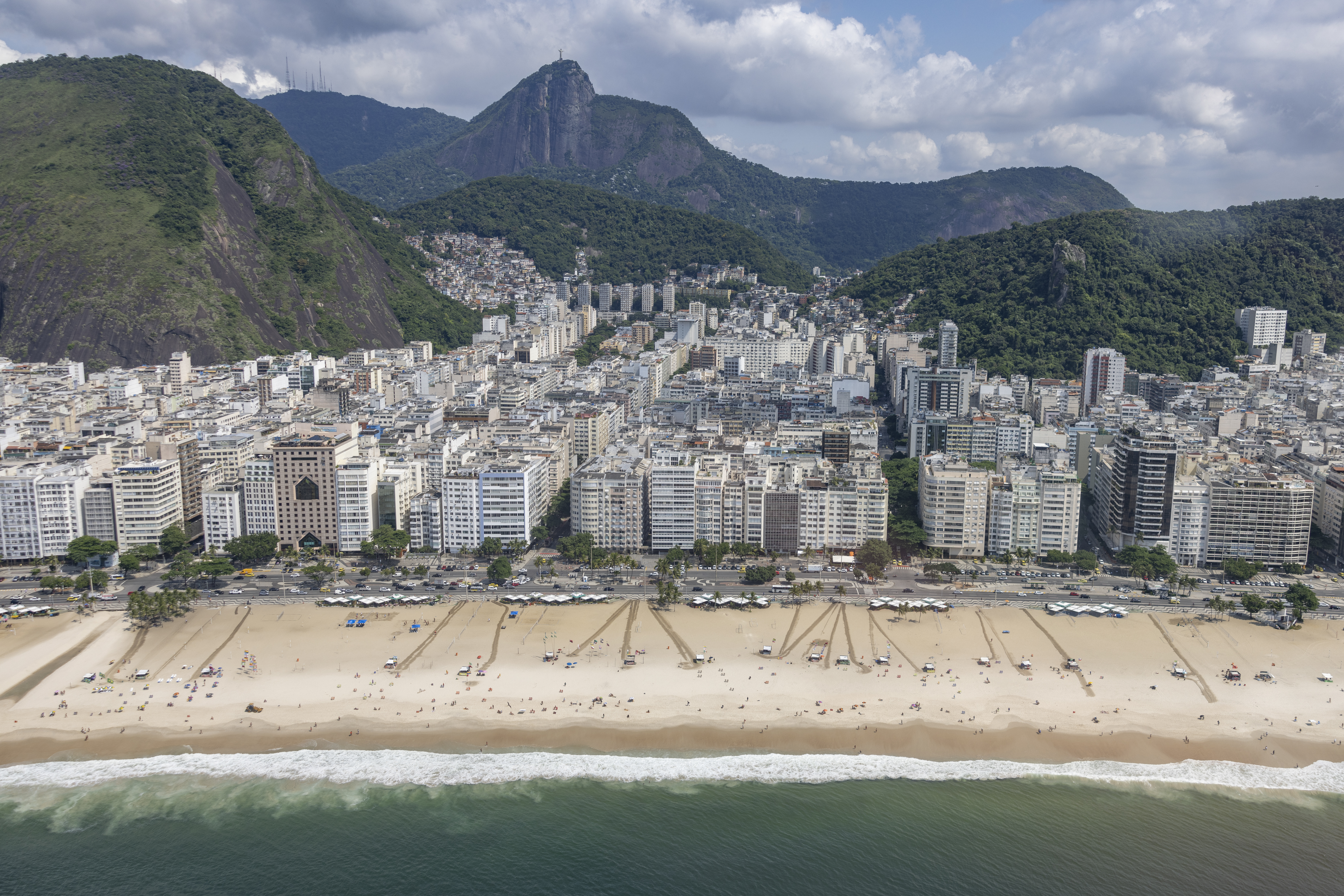
Copacabana
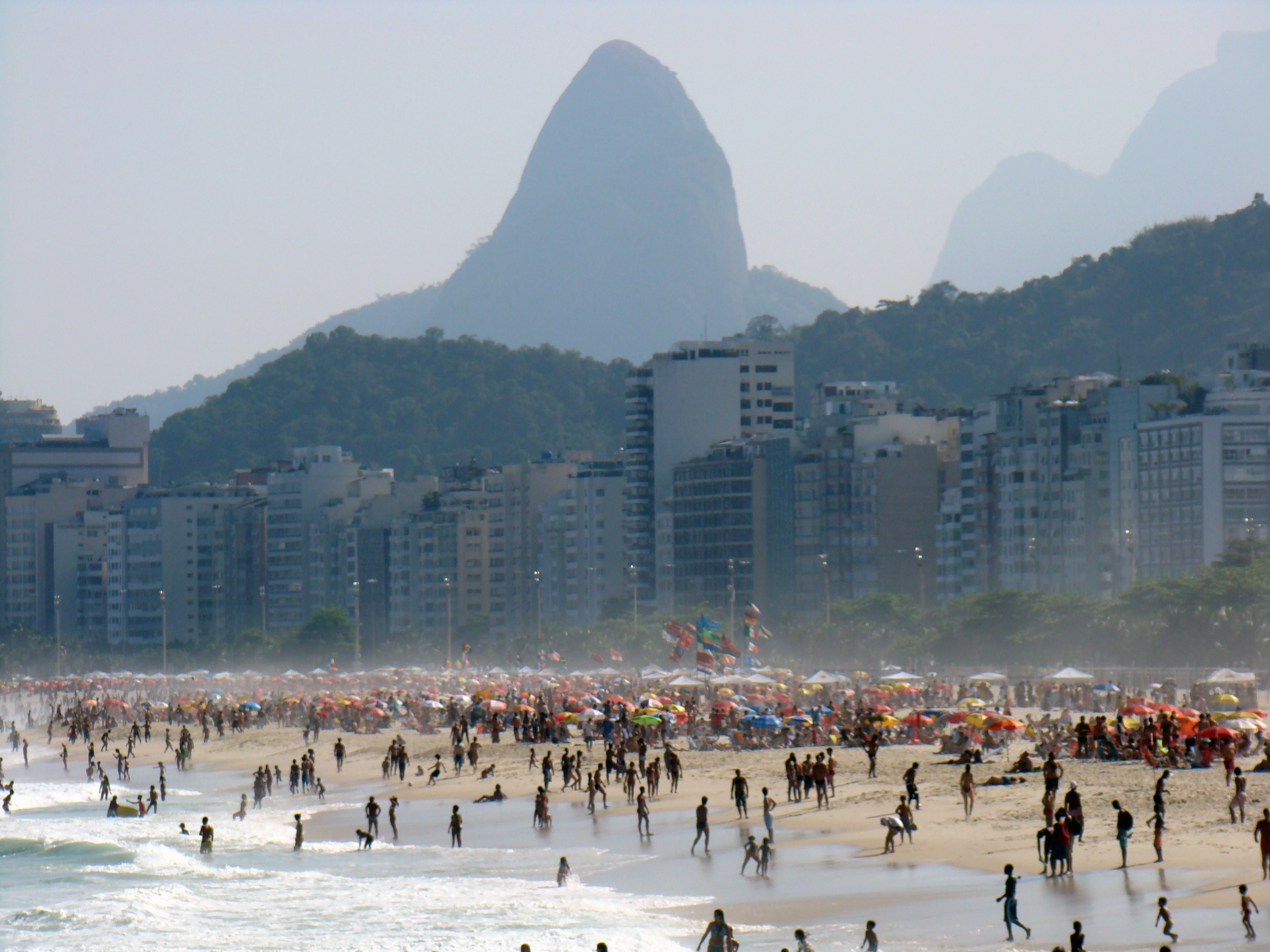
Copacabanastranden